# Hungertaler

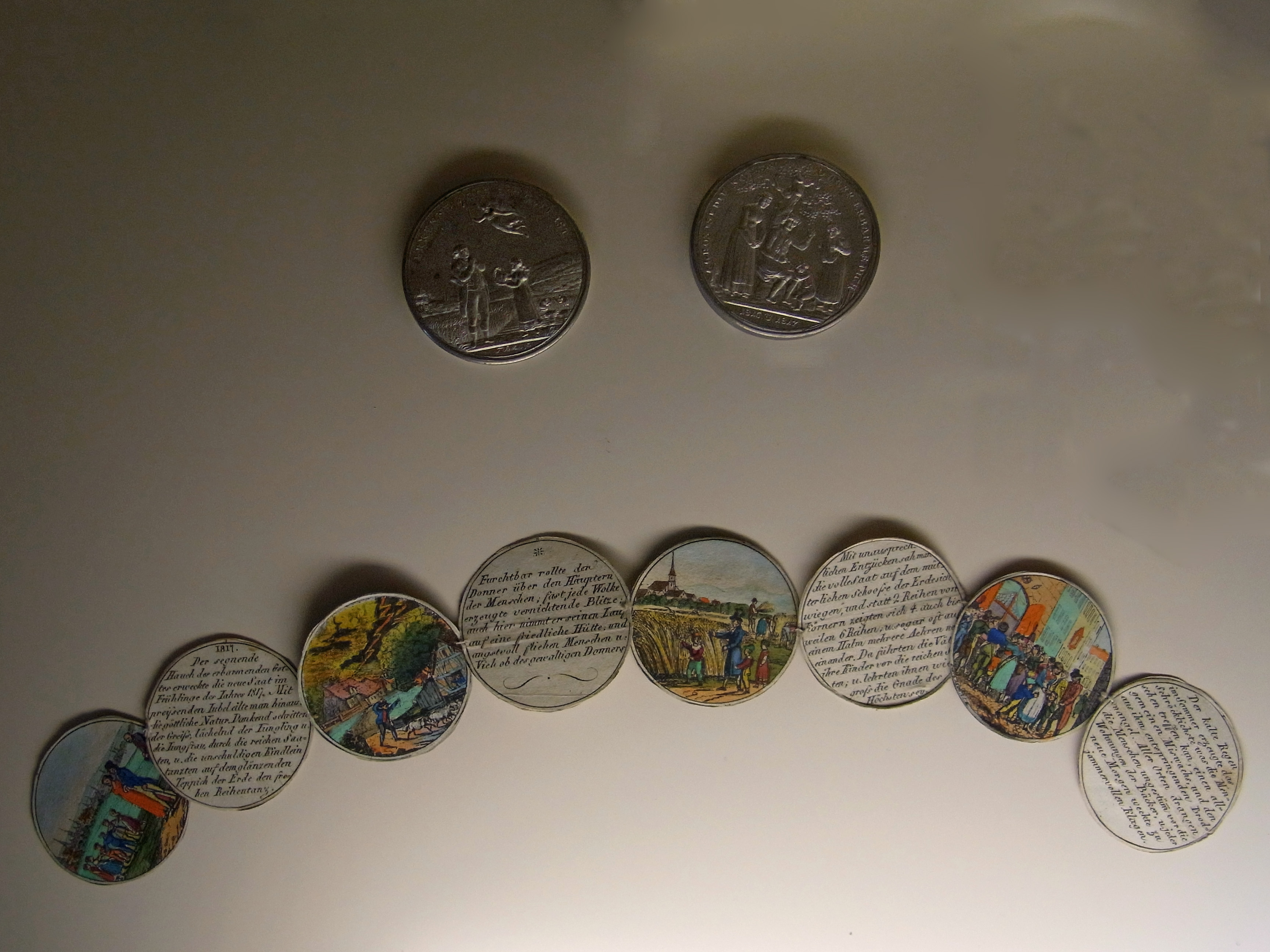
Geöffneter Hungertaler als Dosenmedaille mit innenliegendem Leporello
Ausstellung: Im Spitzbubenland - Räuberbanden um 1800 in Schwaben im Wasserschloss Glatt
Foto von Rainer Halama

Ein Hungertaler ist ein münzförmiges Objekt, das an eine Hungersnot erinnert. Es handelt sich nicht um ein Zahlungsmittel und ist auch nicht aus einem gefertigt. Am bekanntesten sind die Objekte, die 1817 nach der europaweiten Hungersnot von 1816 geprägt wurden. Besonders in Süddeutschland hielt man mit den sogenannten Hungertalern die Erinnerung an diese schwere Zeit aufrecht – aber auch an die gute Zeit, als 1817 wieder Ernten eingefahren werden konnten. Sie zeigen Bilder notleidender oder freudiger Menschen und nennen die Preise für Grundnahrungsmittel. Sie ermahnen die Bevölkerung, ruhig zu bleiben und auf Gott zu vertrauen.

## Entstehung
Taler dieser Art als Erinnerungsgaben waren im süddeutschen Raum bereits nach der Teuerung der Jahre 1771 / 1772 üblich geworden. Vor allem in Nürnberg und München wurden Jetons und kleine Medaillen geprägt. Auch aus dem thüringischen Raum, aus Württemberg und der Schweiz sind solche Hungertaler bekannt. Es handelt sich meistens um Prägungen und Güsse einfacher Machart und aus billigem Material; oft aus Zinn oder Messing, das anschließend versilbert wurde.

## Dosenmedaille
Der königlich-bayerische Siegelschneider und Münzgraveur Johann Thomas Stettner (1785–1872) aus Nürnberg entwarf als Erinnerung an die Notjahre 1816 /1817 ein medaillenartiges Behältnis. Stettner hat zwischen 1809 und 1819 etwa ein Dutzend ähnlicher Steckmedaillen zu den verschiedensten Ereignissen herausgebracht. Der Stettnersche Hungertaler war in Württemberg und Bayern verbreitet.
Die Dosenmedaille misst 48 mm im Durchmesser, wiegt 32 Gramm und besteht aus Zinn. Sie wird auch als Schraubtaler bezeichnet, wenngleich sie weder ein Schraubgewinde aufweist noch als Zahlungsmittel gültig war. Die zweiteilige Medaille wird mit den Schauseiten wie eine Dose aufeinander gesteckt. Im zwei Millimeter tiefen Inneren befindet sich ein Leporello mit acht runden Papierblättchen, die beidseitig beschriftet und /oder bebildert sind.
Auf der Vorderseite ist eine Familie unter einem Baum abgebildet. Dazu steht geschrieben: "Gros ist die Noth - o Herr erbarme dich /1816 u. 1817" Auf der Rückseite steht ein Betender, dem ein Mädchen einen Ährenkranz reicht, während über ihr ein Engel schwebt. Die Inschrift lautet: "Erkenne das ein Gott ist" oder "Erkenne, das ein Gott ist, der hilft".
Für den Innenraum schuf der Nürnberger Kupferstecher Georg Adam einen achtteiligen, doppelseitigen Leporello mit runden, kolorierten Kupferstichen. Sie zeigen vier traurige und vier freudige betitelte Ereignisse aus den Jahren 1816 /1817. Eine Abbildung zeigt beispielsweise eine Menschenmasse vor einer leeren Bäckerei, textlich beschrieben mit "erzeugte das Schröcklichste, was die Menschen treffen kan, einen allgemeinen Miswachs, und den aus ihm entspringenden Brodmangel". Zu den freudigen Bildern weiß der Text: "Die Einfuhr des ersten Erntewagens feyerten in diesem Jahre die Bewohner der Städte und Dörfer mit namenloser Wonne". Die Kapselhälften wurden innen beklebt mit den verteuerten Lebensmittelpreisen von 1817 in regional gängigen Maßen aus Württemberg, München und Augsburg, auch mal zur Gegenüberstellung eine ähnliche Aufstellung aus dem Teuerungsjahr 1771.

## Medaille
Auf einer von Stettner geschaffenen Medaille finden sich Gravuren der Preiserhöhungen. Auf der einen steht "Verzaget nicht – Gott lebet noch" und darunter die Gleichung: "1 Maß Bier: 8 ½ KR(euzer)". Darüber ist eine Waage zu sehen, die aus den Wolken hängt. Auf der linken Waagschale liegt ein Gewicht, darunter steht "1 lb(Pfund) 3 L(oth)". Auf der rechten Waagschale liegt ein Laib Brot und darunter steht "12 KR(euzer)". Auf der Standlinie liegen eine Korngarbe und ein Anker. Darunter stehen die Jahreszahlen "1816 u. 1817" sowie "L". Auf der anderen Seite der Medaille sieht man eine Frau auf einem Stein sitzen, die ein Kind im Arm hält. Vor ihr steht ein weiteres Kind und hält die Hand bittend zur Mutter. Die Umschrift auf der Medaille lautet: "O gieb mir Brod mich hungert". Links am Fuß des Steins befindet sich die Signatur: "Stettner".
Auch aus der Zeit des Zweiten Weltkrieges sind Hungertaler bekannt. So wurden beispielsweise Münchner Bronzemedaillen geprägt zur Erinnerung an Münchens Leidenszeit von 1939 bis 1945. Auf der Vorderseite steht das Münchner Kindl, umgeben von statistischen Angaben über menschliche und materielle Verluste. Auf der Rückseite befindet sich eine Abbildung des Todes, eine Waage haltend, als Umrahmung für eine Aufzählung der Lebensmittelrationierung.

## Medaillon
Im Stadtmuseum Tübingen befindet sich ein Exemplar, das wie ein Medaillon aufklappbar ist. Dessen innenliegender Text beginnt mit den Worten:

„Fürchterlich waren die Verheerungen, welche im Jahr 1816 der Hagelschlag verbreitete. Jammern standen Tausende, wie hier der Landmann mit seinem Weibe und seinem Knaben, vor den zerschlagenen Saaten, und vor den, durch den wilden Sturm, zerschmetterten Bäumen.“

Im Inneren verbirgt sich ein Leporello, der Szenen der Zerstörung durch Stürme und Kälte sowie eine Teuerungstafel mit steigenden Preisen für Lebensmittel im Miniaturformat zeigt. Zwischen den szenischen Darstellungen geben beschriebene Seiten Auskunft über die Not der Menschen.
Die Rückseite zeigt Szenen einer Ernte und erzählt vom Ende der Not:

„Die Einfuhr des ersten Erntewagens feyerten in diesem Jahre die Bewohner der Städte und Dörfer mit namenloser Wonne. Die Ermahnungen würdiger Geistlicher stimmten die Menschen zum Vertrauen auf Gottes herrliche Fürsehung. Überall erscholl aus bewegter Seele: Nun danket alle Gott!“

## Porzellanmedaille
In der Tradition der Hungermedaillen des 18. und 19. Jahrhunderts stehen die Meißner Porzellanmedaillen. Sie stammen aus dem Deutschen Reich, aus der Inflationszeit nach dem Ersten Weltkrieg. Eine ausgedörrte, weder Blätter noch Früchte tragende Eiche symbolisiert Deutschland nach dem Versailler Vertrag.